# Hornspalt
Unter Hornspalten sind Risse im Pferdehuf zu verstehen, die parallel zu den Hornröhrchen des Tragrandes verlaufen. Am Anfang ihrer Entstehung, solange sie noch klein und unscheinbar sind, werden sie als Windrisse bezeichnet. Von Hornspalten spricht man erst, wenn sie so tief sind, dass sie durch die ganze Hufwand bis zur Huflederhaut gehen.

## Ursachen
Die Hornkapsel ist in ständiger Bewegung. Sie weitet und verengt sich bei jedem Schritt. Das elastische Material ist dafür ausgerüstet, dieser Beanspruchung Stand zu halten. Erst, wenn durch eine ungünstige Hufform diese Bewegungen an einer Stelle lokal zu groß werden, entstehen Zusammenhangstrennungen. Die Hornröhrchen der Hufwand trennen sich lokal voneinander. Ein Windriss entsteht. Aber durch diese Zusammenhangstrennung ist der Zusammenhalt der Hornröhrchen geschwächt. Auf Grund der Kerbwirkung, die dann in diesem Bereich auftritt vergrößert sich der Bereich der Zusammenhangstrennung, im Extremfall bis die Hornwand bis auf den Hufbeinträger durchtrennt ist.

## Symptome
Es werden drei Arten von Hornspalten unterschieden.

### Tragrandspalten
Das sind die am Häufigsten auftretenden Hornspalten.
Sie fangen am Tragrand an und reißen oder wandern langsam die Hufwand hinauf. In einigen Fällen reißen sie den nach unten wachsenden Huf bis in die gleiche Höhe hinauf. Wird der Spalt größer oder länger und reißt hinauf bis zum Kronrand, dann entsteht daraus eine durchlaufende Hornspalte.

### Durchlaufende Hornspalten
Bei einer solchen Hornspalte ist die Hufwand vom Boden bis zum Kronsaum durchtrennt.

### Kronrandspalten
Dass solche Spalten auch am Kronrand zuerst auftreten können zeigt, dass meist nicht eine Verletzung oder eine Beschädigung die Ursache für Hornspalten ist, sondern Spannungen in der Hufwand, denen sie nicht gewachsen ist. Häufig bluten Hornspalten am Kronrand, weil die gegeneinander arbeitenden getrennten Bereiche die Kronlederhaut verletzen.
Horn ist totes Material. Einmal durchtrennt, kann die Hornwand nicht wieder zusammenwachsen. Deshalb wird auf Dauer aus einer unbehandelten Kronrandspalte immer eine durchlaufende Hornspalte werden.

## Krankheitsverlauf und mögliche Folgen
Da die Ursache die Spannungen einer deformierten Hufwand sind, die an der Stelle einer hohen lokalen Belastung gerissen und dadurch zusätzlich geschwächt ist, wird sich dieser Defekt selten von allein reparieren. In wenig dramatischen Fällen bleibt der Riss einfach stehen, bzw. reißt entgegen dem Hornwachstum immer bis an die gleiche Stelle auf. Wird der Riss breiter oder entsteht er im oder erreicht er den Kronrand, so dass die Lederhaut verletzt ist und zu bluten beginnt, besteht akuter Handlungsbedarf. Dadurch, dass die Hufwand sich ständig bewegt, kann diese Verletzung nur schlecht oder auch gar nicht verheilen. Entstehen Narben in der Kronlederhaut, dann wird an dieser Stelle immer eine Schwachstelle in der Hufwand verbleiben, oder die Hufwand bleibt an dieser Stelle dauerhaft gespalten. Unheilbare Schmerzen und Lahmheit sind die Folge, manchmal so stark, dass der Tierarzt die Einschläferung empfiehlt.

## Vorbeugung
Für eine fachgerechte Hufbearbeitung Sorge tragen, die möglichst gleichmäßige Belastungsverhältnisse auf dem gesamten Tragrand herstellt, den Hufstand auf den Fesselstand abstimmt und möglichst ein planes Auffußen des Hufes erreicht. Die Hufe in gewissen Abständen sorgfältig reinigen und betrachten. Zeigen sich Windrisse, sind das Anzeichen für ungünstige Spannungen im Huf. Die Bearbeitung darauf abstimmen, dass diese Spannungen und Belastungen minimiert werden.

## Behandlung

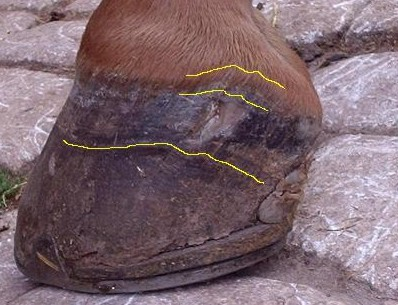
Chronischer Kronrandspalt. Die Unregelmäßigkeiten des Kronrandes und die dazu passenden „Futterringe“ zeigen (gelb markiert), dass hier schon über 6 Monate lang eine sehr ungünstige Belastungssituation herrscht.

Jahrzehntelang wurde versucht, die klassische Tragrandspalte durch eine gefeilte Querrille aufzuhalten, die die Kerbwirkung aufheben sollte. Verglichen mit der Metallfeder eines Füllfederhalter würde der Schlitz in der Feder, der sich beim Schreiben durch den Druck auf das Papier auch weitet oder bei Entlastung wieder verengt, ohne die runde Bohrung am Ende des Schlitzes auch durch die Kerbwirkung weiter die Feder hinauf aufreißen. Weil aber erstens die Querrille bis auf den Hufbeinträger durchgehen müsste und zweitens dadurch zwar die Kerbwirkung aufgehoben wäre, aber die Spannung nach wie vor besteht, ist man von dieser wenig erfolgreichen Methode weitgehend abgekommen. Auf dem Bild ist bei einer durchgehenden, manchmal blutenden, chronischen Kronrandspalte versucht worden, durch rundes, tiefes Aufschneiden der Hufwand die Kerbwirkung herabzusetzen.
Heute wird meist versucht, durch einen Beschlag und eine spezielle Zurichtung des Hufes (Schwebe) dafür zu sorgen, dass dieser Bereich der Hufwand sich nicht mehr so sehr bewegen kann, beispielsweise derart, dass der Tragrand an dieser Stelle durch eine lokale Kürzung über dem Hufeisen „schwebt“. Je nach Größe und Ausprägung des Spaltes werden zusätzliche Maßnahmen vorgenommen, die die Bewegung stoppen, eine davon ist das Aufschrauben von stabilisierenden Stahlbändern. Manchmal gelingt es, den Hornspalt zu schließen bzw. dafür zu sorgen, dass die Hufwand wieder zusammenhängend nachwächst. Wird es allerdings dabei versäumt, gleichzeitig die Belastungssituation günstig zu beeinflussen, geht der Spalt nach Entfernen des speziellen Beschlages weiter. Gelingt es, die ungünstigen Belastungen und Spannungen durch entsprechende Bearbeitung aus der Hufsituation herauszunehmen, dann wachsen die Spalten auch ohne jeden Beschlag heraus.
Bei chronischen Hornspalten kann man oft durch Hufbeschlag allein keine dauerhaft verbesserte Situation schaffen, da das hornbildende Gewebe des Saumbandes verletzt wurde und vernarbt ist. An dieser Stelle wird dann nur noch minderwertiges „Narbenhorn“ gebildet, welches den normalen Belastungen der Hornkapsel nicht standhält. Erst ein operativer Eingriff mit Entfernung des Narbengewebes aus dem Saumband wird hier möglicherweise eine Verbesserung erzielen.